# Фрідонія (Арканзас)
Фрідонія (англ. Fredonia) — місто (англ. town) в США, в окрузі Прері штату Арканзас. Населення — 305 осіб (2020).

## Географія
Фрідонія розташована за координатами 34°49′8″ пн. ш. 91°24′38″ зх. д. / 34.81889° пн. ш. 91.41056° зх. д. (34.818837, -91.410421).  За даними Бюро перепису населення США в 2010 році місто мало площу 2,41 км², уся площа — суходіл.

## Демографія
Згідно з переписом 2010 року, у місті мешкали 363 особи в 143 домогосподарствах у складі 103 родин. Густота населення становила 151 особа/км².  Було 179 помешкань (74/км²). 
Расовий склад населення:
| - 50,4 % — білих - 49,3 % — чорних або афроамериканців |

До двох чи більше рас належало 0,0 %. Іспаномовні складали 1,1 % від усіх жителів.
За віковим діапазоном населення розподілялося таким чином: 23,4 % — особи молодші 18 років, 62,3 % — особи у віці 18—64 років, 14,3 % — особи у віці 65 років та старші. Медіана віку мешканця становила 42,9 року. На 100 осіб жіночої статі у місті припадало 96,2 чоловіків;  на 100 жінок у віці від 18 років та старших — 98,6 чоловіків також старших 18 років.
Середній дохід на одне домашнє господарство  становив 42 001 долар США (медіана — 31 875), а середній дохід на одну сім'ю — 45 371 долар (медіана — 31 528). Медіана доходів становила 33 333 долари для чоловіків та 22 500 доларів для жінок. За межею бідності перебувало 34,0 % осіб, у тому числі 65,7 % дітей у віці до 18 років та 2,2 % осіб у віці 65 років та старших.
Цивільне працевлаштоване населення становило 171 осіб. Основні галузі зайнятості: виробництво — 29,2 %, освіта, охорона здоров'я та соціальна допомога — 22,8 %, роздрібна торгівля — 12,3 %, мистецтво, розваги та відпочинок — 8,8 %.